# عديل سراج
عديل سراج  (26 أغسطس 1979 المغرب) هو مساعد مدرب  مغربي.

## روابط خارجية
- عديل سراج على موقع الاتحاد الدولي (مؤرشف)  (الإنجليزية)
- عديل سراج على موقع قاعدة بيانات كرة القدم.إي يو (الإنجليزية)
- عديل سراج على موقع ناشيونال فوتبول تيمز (الإنجليزية)